# عبد الرحمن البرقوقي
عبد الرحمن البَرْقُوقي (1293 - 1363 ه‍ / 1876 - 1944 م) أديب عربي مصري نشأ وترعرع بقرية منية جناج بمركز دسوق. التحق بكلية الأزهر الشريف وأتمم دراسته فيها.
هو عَبْد الرَّحْمَن بن عَبْد الرَّحْمَن البرقوقي. أصدر مجلة «البيان» الشهرية سنة 1910 م، ووصفها الزركلي بأنها «صحيفة أدباء مصر: العقاد، والمازني، وشكري، والسباعي وغيرهم».

## آثاره
من مؤلفاته: «شرح ديوان المتنبي» ، و«حضارة العرب في الأندلس» ، و«شرح تلخيص المفتاح» ، و«الذاكرة والنسيان»، و«شرح ديوان حسان بن ثابت» .